# Митра Митровић
Митра Митровић (Пожега, 6. септембар 1912 — Београд, 4. април 2001) била је књижевница, учесница Народноослободилачке борбе и друштвено-политичка радница Социјалистичке Републике Србије. Прва је министарка у историји Србије. Ресор јој је била просвета током прве и друге владе Благоја Нешковића.

## Биографија
Рођена је у породици железничара који гине током Првог светског рата и домаћице која је по мужевљевој смрти дошколовала Митру и четворо друге деце. Током студија на Филозофском факултету у Београду, приступила је студентском револуционарном покрету и 1931. године постала чланица Савеза комунистичке омладине Југославије (СКОЈ). Била је једна од најактивнијих студената-комуниста на Београдском универзитету. Учествовала је у свим акцијама и демонстрацијама које је тада илегална Комунистичка партија Југославије (КПЈ) организовала на Универзитету.
У чланство КПЈ примљена је 1933. године на Филозофском факултету. Извршавала је разне партијске задатке, ишла је као курирка у унутрашњост и преносила партијски и илегални пропагандни материјал. Дипломирала је 1935. године и запослила се у Скупштини града Београда. Служила је у то време као веза за чланове Централног комитета и инструкторе из иностранства. Године 1935. по задатку партије, укључила се у Женски покрет, где је формирала Омладинску секцију Женског покрета и била њена прва председница. Била је у групи која је основала лист „Жена данас“ и била чланица редакције овог листа. Године 1939. послата је као инструкторка у партијску организацију у фабрици Владе Илића и у том својству учествовала у организовању штрајкова у овој, а и у другим фабрикама. У годинама пред Други светски рат била је чланица Рејонског комитета КПЈ на Дорћолу и чланица Комисије за рад међу женама при Покрајинском комитету КПЈ за Србију.
После окупације Краљевине Југославије, 1941. године радила је у Рејонском комитету КПЈ на Дорћолу. Јула 1941. године била је ухапшена и послата у Бањички логор, одакле је после месец дана пребачена у затворску болницу у Видинској улици. Уз помоћ стражара успела је да побегне, заједно са Вером Вребалов и Натом Хаџић. Октобра 1941. године пребацила се у Мачвански партизански одред, а затим у ослобођено Ужице, где је радила у Агитпропу и постала члан Покрајинског комитета КПЈ за Србију и члан Главног Народноослободилачког одбора Србије, у коме је радила на питањима просвете и школства. Новембра 1941. године с Главнином партизанских снага повукла се из Ужица у Санџак, и све време била на руководећим партијским дужностима у Народноослободилачком покрету (НОП). Једно време је била чланица редакције листа „Борба“, учествовала је у организовању Антифашистичког фронта жена (АФЖ). На Земаљској конференцији у Босанском Петровцу, децембра 1942. године изабрана је за чланицу Централног одбора АФЖ-а Југославије, а на Првом заседању АВНОЈ-а у Бихаћу изабрана је за чланицу Антифашистичког већа народног ослобођења Југославије (АВНОЈ).
Октобра 1944. године с партизанским јединицама прешла је у Србију. Радила је као чланица Покрајинског комитета КПЈ за Србију, а од оснивања Комунистичке партије Србије, маја 1945. године, члан Агитпропа Централног комитета. Била је министарка просвете у Првој Влади Народне Републике Србије. Касније се налазила на функцијама председнице Савета за просвету и културу Владе НР Србије и директорке Савезног завода за школство. Бирана је за народну посланицу Народне скупштине НР Србије и Савезне скупштине СФРЈ у више сазива. Била је чланица Централног комитета Савеза комуниста Србије и Централног комитета Савеза комуниста Југославије.
Била је прва супруга Милована Ђиласа, с којим је била у браку од маја 1936. до марта 1952. и 1948. добила ћерку Вукицу Ђилас (1948—2001).
Преминула је 4. априла 2001. године у Београду.

## Одликовања
Носилац је Партизанске споменице 1941. и других југословенских одликовања, међу којима су — Орден народног ослобођења, Орден заслуга за народ са златном звездом, Орден братства и јединства са златним венцем и Орден заслуга за народ са сребрним зрацима.

## Дела
Активно се бавила публицистичким радом. Сарађивала је у дневној штампи и часописима: „Летопис Матице српске“ и „Дело“. Објавила је књиге:
- Ратно путовање (мемоари), 1953. - у књизи даје својеврсну визију рата и револуције[2]
- Веселин Маслеша (портрет), 1956.
- Положај жене у савременом свету, 1960.
- Виђење рата, 1967. - зборник текстова, литерарних прилога о рату[2]